# هويرتا ديل ماركيسادو
بلدية هويرتا ديل ماركيسادو (بالإسبانية: Huerta del Marquesado)‏، هي إحدى بلديات مقاطعة قونكة إحدى مقاطعات إسبانيا، و التي تقع في منطقة قشتالة لا منتشا وسط البلاد, و المائلة لجهة الشرق من إسبانيا.
يبلغ عدد سكانها 222 نسمة وفقاً لإحصائية سنة (2007).